# VK-Reaktor
Der VK-Reaktor ist ein Kernreaktor russischer Bauart. Entwickelt wurde er in den 1960er-Jahren. Das Konzept basiert auf den ersten Forschungsreaktoren im WWER-Design, die zum Siedewasserreaktor weiterentwickelt wurden. Daraus entstand die VK-Baureihe. Der erste VK steht im Research Institute of Atomic Reactors Melekess. Es handelt sich um einen VK-50 mit 50 Megawatt netto und 62 Megawatt brutto, der den Prototyp der VK-Reaktoren darstellt. Hergestellt wird der VK-Reaktor von der Firma OKBM.

## VKT-12
Der VKT-12 ist eine Weiterentwicklung der Firma Gidropress. Dieser Reaktor ist im Vergleich zu anderen Leistungsreaktoren ein leistungsschwacher Reaktor und soll in Gegenden eingesetzt werden, in denen es an Strom mangelt und Rohstoffe wie Kohle oder Gas nicht ausreichend verfügbar sind. Auch Offshore-Bohrinseln könnten mit diesem Reaktor betrieben werden. Aufgrund seiner vergleichsweise hohen Kosten ist der Reaktor bis jetzt nur ein Projekt. Der Reaktor ist auch zum Einbau in transportable Kernkraftwerke geeignet.
| Elektrische Leistung                  | 12 MW  |
| Gewicht der Komponenten zum Transport | < 20 t |
| Reaktordurchmesser                    | 2,4 m  |
| Reaktorhöhe                           | 4,9 m  |

## VK-300
Der VK-300 ist eine Weiterentwicklung des VK-50. Der Reaktor hat eine Nettoleistung von 300 MW und eine Bruttoleistung von 357 MW. Der Reaktor kann zur Stromerzeugung sowie zur Meerwasserentsalzung verwendet werden, um bis zu 300.000 m3 Trinkwasser pro Tag zu produzieren. Die Anlage hat bei maximaler Entsalzungskapazität eine reduzierte elektrische Leistung von 300 MW brutto und 250 MW netto. Die Kosten zur Stromproduktion betragen $0,029 pro Kilowattstunde, während die Kosten für die Wasseraufbereitung $0,58 pro m3 betragen. Die Tageskosten betragen bei der Filterung bis zu $174.000 bei einer Reinigung von 300.000 m3 Wasser. Die Verwendung als Fernwärmereaktor ist ebenfalls möglich, doch nicht geplant.
Unter anderem sind Projekte in Kasachstan im Gespräch, um die Anlage in Aqtau damit zu rüsten. Früher hatte dort ein BN-350 im Kernkraftwerk Aqtau den Dampf für die Meerwasserentsalzungsanlage geliefert. Dieser wurde aber 1999 abgeschaltet. Auch Projekte für ein neues Kernkraftwerk Bilibino sind im Gespräch. Konkret geplant ist keines dieser Projekte. Sicher geplant ist das Kernkraftwerk Kola II. Dieser Reaktor ist aber noch umstritten, da dort auch ein WWER-1200 (AES-2006) in Frage kommt. Vier weitere Reaktoren kommen für ein Kernkraftwerk in der Oblast Archangelsk in Frage.
| Thermische Leistung               | 750 MWth |
| Elektrische Leistung              | 300 MW   |
| Nenndruck Primärkreislauf         | 6,8 MPa  |
| Temperatur Primärkreislauf Input  | 205 °C   |
| Temperatur Primärkreislauf Output | 285 °C   |
| Betriebsdauer                     | 50 Jahre |